# Catherine Delachanal
Catherine Delachanal (née le 4 avril 1952 à Triel-sur-Seine) est une athlète française, spécialiste du 200 - 400 - 4x100 mètres.

## Biographie
Catherine Delachanal remporte trois titres de championne de France du 400 mètres, deux en plein air en 1977 et 1979, et un en salle en 1977. Elle améliore à deux reprises le record de France du relais 4 × 100 mètres, le portant à 44 s 2 en 1974, et 43 s 8 en 1976. Elle égale par ailleurs le record de France du 200 mètres en 23 secondes au meeting préolympique de Miramas, le 30 mai 1976 [1].
Elle participe aux Jeux olympiques de 1976, à Montréal, où elle atteint les quarts de finale du 200 mètres et est éliminée dès les séries du 4 x 100 m.

### Palmarès
- Championnats de France d'athlétisme :
  - 2 fois vainqueur du 400 m en 1977 et 1979
- Championnats de France d'athlétisme en salle :
  - vainqueur du 400 m en 1977

### Records
| Épreuve | Performance | Lieu | Date |
| ------- | ----------- | ---- | ---- |
| 100 m   | 11 s 5      |      | 1976 |
| 200 m   | 23 s 0      |      | 1976 |
| 400 m   | 52 s 8      |      | 1976 |